# 1623 en littérature
| Années de la littérature : 1620 - 1621 - 1622 - 1623 - 1624 - 1625 - 1626    |
| Décennies de la littérature : 1590 - 1600 - 1610 - 1620 - 1630 - 1640 - 1650 |

Cet article présente les faits marquants de l'année 1621 en littérature.

## Évènements
- 18 et 19 août : deux arrêts du Parlement de Paris condamnent par contumace  Théophile de Viau, Guillaume Colletet, Pierre Berthelot et Nicolas Frénicle dans l’affaire du Parnasse satyrique. Théophile et Berthelot sont condamnés à mort et Colletet à neuf ans de bannissement. En fuite, Théophile de Viau est arrêté le 17 septembre est emprisonné deux ans à la Conciergerie. Condamné au bannissement le 1er septembre 1625, il meurt à trente-six le 25 septembre 1626[1],[2].
- 22 novembre : François Le Métel de Boisrobert, qui a abjuré le protestantisme le 4 octobre 1621, entre dans les ordres. Il devient le favori du cardinal de Richelieu[3].

## Parutions

### Ouvrages didactiques
- Février[4] : Pierre de Bérulle, Discours de l’estat et des grandeurs de Jésus, Paris, Antoine Estienne, 1623 (présentation en ligne).

- Le philosophe Francis Bacon publie en latin et neuf livres De dignitate et augmentis scientiarum  (« De la dignité et des progrès des sciences »), version latine de The Advancement of Learning (en) de 1605[5].

- Civitas Solis idea republicae philosophica, version latine publié à Francfort de La Cité du Soleil, une utopie de république fondée sur la raison et l'amour de Dieu du moine et philosophe italien Tommaso Campanella (1568-1639)[6].

- Procopii Caesariensis Arcana historia : qui est liber nonus Historiarum, Lyon, Andrea Brugiotti, 1623 (présentation en ligne), traduction latine expugée de L'Histoire secrète de Justinien de Procope de Césarée, un manuscrit grec redécouvert à la bibliothèque vaticane par Niccolò Alamanni.

- Em. Cr. Par., Le Nouveau Cynée : ou Discours d'Estat représentant les occasions et moyens d'establir une paix généralle et la liberté du commerce par tout le monde, Paris, Jaques Villery, 1623 (présentation en ligne), dans lequel le moine Émeric Crucé (Émeric de La Croix, 1590-1648) réclame un état fraternel et universel[7].

- François Garasse, La Doctrine curieuse des beaux esprits de ce temps, ou prétendus tels, Paris, Sébastien Chapelet, 1623 (présentation en ligne). L'écrivain polémiste jésuite s'en prend aux athées, aux huguenots, aux catholiques gallicans, aux libres penseurs ou libertins aux voluptueux ou nouveaux épicuriens[8].

### Fictions
- Avril : L'Adone, poème de près de 41 000 vers du Cavalier Marin, dédié au roi Louis XIII, qui développe le thème du pansexualisme[9], parait chez Olivier de Varennes à Paris[10].

- Une nouvelle édition des Tragiques d'Agrippa d'Aubigné profondément remaniée, est imprimé à Genève chez Pierre Aubert[11].
- Théophile de Viau, Seconde Partie des œuvres du sieur Théophile, Paris, Pierre Billaine, 1623 (présentation en ligne), contenant la tragédie  Les Amours tragiques de Pyrame et Thisbé.

- Histoire comique de Francion, roman picaresque de Charles Sorel est publié anonymement à Paris chez Pierre Billaine (privilège du 5 août 1622)[12].
- François Le Métel de Boisrobert, Le grand Balet de la Reyne : Dancé au Louvre le 5 mars de l'an 1623, Paris, René Giffard, 1623 (présentation en ligne)

## Naissances
- 19 juin : Blaise Pascal, mathématicien, physicien, philosophe, moraliste et écrivain français. († 19 août 1662).

## Décès
- 21 avril : Nicolas Coëffeteau, théologien et écrivain français (° 1574).